# Chiesa della Santissima Trinità (Cona)
La chiesa della Santissima Trinità è la parrocchiale di Cantarana, frazione di Cona, in città metropolitana di Venezia e diocesi di Padova; fa parte del vicariato del Piovese.

## Storia
La chiesa di Cantarana venne edificata nel 1705 ed eretta a parrocchiale il 30 luglio 1718. Nel 1744, durante la visita pastorale, il vescovo Carlo Rezzonico commentò che la chiesa era bella. L'edificio fu poi ristrutturato all'inizio del XIX secolo. Un secolo dopo venne costruito il campanile e la facciata venne modificata nel 1937. Lavori di restauro furono condotti tra il 1991 ed il 1992.

## Interno
Opere di pregio custodite nella chiesa sono una statua di San Francesco di Paola, scolpita tra il 1900 e il 1924, un crocifisso ligneo, intagliato nel XVII secolo, ed una pala raffigurante L'incoronazione della Madonna, dipinta nel Settecento.